# Ochodontia sareptanaria
Ochodontia sareptanaria là một loài bướm đêm trong họ Geometridae.